# Blackheath (London)
Blackheath ist ein Stadtteil von London, der mehrheitlich im London Borough of Lewisham liegt. Er ist nach dem zentral gelegenen Grünland benannt, welches die Grenze zwischen Lewisham und Greenwich bildet.

## Geschichte

### Entwicklung des Namens
Der Name Blackheath, erstmals im Jahr 1166 als Blachehedfeld erwähnt, leitet sich von altenglischen Wörtern blæc (‚dunkel‘) und hǣth (‚Heide‘) ab und bedeutet so viel wie „dunkelfarbiges Heideland“. Es wurde aus den altenglischen Wörtern blæc (‚dunkel‘) und hǣth gebildet. 1226 wurde es Blakehetfeld und 1275 Blakeheth geschrieben.
Örtlichen Gerüchten zufolge geht der Name auf die Große Pest von London in den Jahren 1665 und 1666 oder den Schwarzen Tod (engl. Black Death) Mitte des 14. Jahrhunderts zurück. Die historische Grundlage dieses Gerüchts ist, dass die Heidelandschaft von Blackheath damals als eine Art Massengrab für die Opfer der Pestepidemie von 1347 bis 1353 verwendet wurde.

### Mittelalter
Die Römerstraße, die später als Watling Street bekannt wurde, kreuzt die nördliche Grenze von Blackheath in Richtung des Deptford Creek.
Blackheath war der Sammelplatz des 1381 von Wat Tyler geführten Bauernaufstands sowie Jack Cades 1450 geführter Rebellion mit dem Ziel, Heinrich VI. zu stürzen. Er ist Namensgeber der Wat Tyler Road im Westen von Blackheath. Am 17. Juni 1497 fand am Deptford Creek die Schlacht von Deptford Bridge, die auch als Schlacht von Blackheath bekannt ist, statt. So beschreibt der britische Autor Edward Walford Blackheath mit den Worten: „In past times it was planted with gibbets, on which the bleaching bones of men who had dared to ask for some extension of liberty, or who doubted the infallibility of kings, were left year after year to dangle in the wind.“ (Edward Walford: Old and New London).

### 19. und 20. Jahrhundert
Im Jahr 1909 gab es in Blackheath eine örtliche Zweigstelle der London Society for Women's Suffrage.

## Persönlichkeiten
- John Vanbrugh (1664–1726), Architekt und Dramatiker
- Augusta von Hannover (1737–1813), Princess Royal, Herzogin und Fürstin von Braunschweig-Wolfenbüttel
- Caroline von Braunschweig-Wolfenbüttel (1768–1821), Königin von Großbritannien, Irland und Hannover
- Elizabeth Garrett Anderson (1836–1917), Ärztin
- William Kelly (1821–1906), nordirischer Altsprachler, Bibelausleger, Autor und Prediger der Brüderbewegung, wohnte 1871 bis 1906 im Ort
- Aston Webb (1849–1930), Architekt
- Francis Alphonsus Bourne (1861–1935), Erzbischof von Westminster
- Richard Branson (* 1950), Unternehmer